# Pishchane (Kremenchuk)
Pishchane (ucraniano: Піща́не) es un municipio rural y pueblo de Ucrania perteneciente al raión de Kremenchuk de la óblast de Poltava.
En 2020, el municipio tenía una población de unos diecisiete mil habitantes, de los que algo menos de cinco mil vivían en el propio pueblo de Pishchane y el resto repartidos en 22 pedanías. El municipio se creó entre 2015 y 2020 mediante la fusión de los consejos rurales de Pishchane, Horyslavtsi, Nedóharky, Nová Známyanka, Yályntsi, Maksýmivka y Máiborodivka.
Se ubica en la periferia noroccidental de Kremenchuk, en la salida de la ciudad de la carretera N08 que lleva a Borýspil.

## Historia
El pueblo fue fundado en 1726 por colonos procedentes de la Ucrania de la Margen Derecha. En su origen pertenecía a la sotnia de Kremenchuk del regimiento cosaco de Mýrhorod. En el Imperio ruso formó parte de la vólost de Kojnivka, en el uyezd de Kremenchuk de la gobernación de Poltava. Desde la segunda mitad del siglo XIX, Pishchane pasó a ser la sede administrativa de la vólost de Kojnivka. En 1923 pasó a ser la sede de un raión que continuó llevando el topónimo "Kojnivka", hasta que en 1928 se integró en un raión vecino con sede en Pótoky. En 1930 pasó a formar parte del territorio de la ciudad de importancia regional de Kremenchuk, hasta que en 1939 quedó definitivamente incluido en el raión de Kremenchuk. Antes de la fundación del actual municipio en 2015, Pishchane era sede de un consejo rural que únicamente incluía como pedanías a Kovalivka y Krývushi.